# Luca Solari
Luca Solari (né le 2 octobre 1979 à Castel San Giovanni, dans la province de Plaisance en Émilie-Romagne) est un coureur cycliste italien.

## Biographie
En 2001, Luca Solari participe aux championnats du monde à Lisbonne au Portugal. Il y prend la huitième place de la course en ligne des moins de 23 ans.
Luca Solari commence sa carrière professionnelle en 2003 dans l'équipe Mercatone Uno. Il y remporte sa première victoire, une étape du Ster Elektrotoer. Il passe ensuite par les équipes Barloworld en 2004, Domina Vacanze, avec laquelle il participe au Tour d'Espagne 2005, et Team 3C.
En 2007, il obtient plusieurs bons résultats avec LPR, en effectuant notamment un bon mois entre la mi-mars et la mi-avril. Durant cette période, il remporte le Grand Prix Pino Cerami et monte sur le podium du Giro del Mendrisiotto et du Tour de Drenthe. En fin de saison, il est 47e au classement individuel de l'UCI Europe Tour, troisième meilleur coureur de LPR. En fin de saison, alors que LPR fusionne avec l'équipe Tenax, il n'est pas conservé au sein de l'effectif. Il retrouve un employeur en cours de saison en intégrant l'équipe Serramenti PVC Diquigiovanni - Androni Giocattoni le 22 mai 2008.

## Palmarès

### Palmarès amateur
- 2000
  - Grand Prix Colli Rovescalesi
- 2001
  - Coppa Città di Asti
  - 2e étape du Triptyque ardennais
  - Trofeo Comune di San Secondo
  - 8e du championnat du monde sur route espoirs
- 2002
  - Tour de la province de Bielle
  - Tour du Frioul-Vénétie julienne :
    - Classement général
    - 1re étape

  - Grand Prix Colli Rovescalesi
  - Giro del Valdarno
  - Gran Premio Cementizillo
  - Trofeo Gianfranco Bianchin
  - Tour d'Émilie amateurs
  - 2e de la Coppa Fiera di Mercatale
  - 3e du Piccola Sanremo
  - 3e du Trofeo Sportivi di Briga

### Palmarès professionnel
- 2003
  - 4e étape du Ster Elektrotoer
- 2007
  - Grand Prix Pino Cerami
  - 2e du Giro del Mendrisiotto
  - 3e du Tour de Drenthe

## Résultats sur les grands tours

### Tour d'Espagne
1 participation
- 2005 : abandon (6e étape)

## Classements mondiaux
| Année           | 2006 | 2007 | 2008 | 2009 | 2010 | 2011   |
| --------------- | ---- | ---- | ---- | ---- | ---- | ------ |
| UCI Europe Tour | 829e | 47e  | 496e | 430e |      | 1 049e |